# 哥斯達黎加齧脂鯉
哥斯達黎加齧脂鯉，為輻鰭魚綱脂鯉目脂鯉亞目脂鯉科的其中一個種，分布於中美洲哥斯大黎加淡水流域，體長可達9公分，棲息在海拔60至940公尺間的溪流，屬雜食性，以昆蟲及植物等為食，生活習性不明。